# Балинац (Глина)
Балинац је насељено мјесто на подручју града Глине, у Банији, Сисачко-мославачка жупанија, Република Хрватска.

## Историја
Балинац се од распада Југославије до августа 1995. године налазио у Републици Српској Крајини.

## Становништво
На попису становништва 2011. године, Балинац је имао 69 становника.
| Националност       | 1991. | 1981. | 1971. | 1961. |
| Срби               | 203   | 225   | 376   | 482   |
| Југословени        |       | 29    |       |       |
| Хрвати             | 4     |       | 3     | 2     |
| Муслимани          | 1     |       |       |       |
| остали и непознато |       | 3     |       |       |
| Укупно             | 208   | 257   | 379   | 485   |

| Демографија | Демографија | Демографија |
| Година      | Становника  | Становника  |
| ----------- | ----------- | ----------- |
| 1961.       | 485         |             |
| 1971.       | 379         |             |
| 1981.       | 257         |             |
| 1991.       | 208         |             |
| 2001.       | 78          |             |
| 2011.       |             | 69          |

## Попис 1991.
На попису становништва 1991. године, насељено место Балинац је имало 208 становника, следећег националног састава:
| Попис 1991.‍ | Попис 1991.‍ | Попис 1991.‍ | Попис 1991.‍ | Попис 1991.‍ |
| ----------- | ----------- | ----------- | ----------- | ----------- |
|             |             |             |             |             |
| Срби        | Срби        |             | 203         | 97,59%      |
| Хрвати      | Хрвати      |             | 4           | 1,92%       |
| Муслимани   | Муслимани   |             | 1           | 0,48%       |
| укупно: 208 |             |             |             |             |

## Презимена
| - Балтић — Православци - Војновић — Православци - Врањеш — Православци - Гвојић — Православци - Матијевић — Православци | - Мрђеновић — Православци - Опачић — Православци - Роксандић — Православци - Тарбук — Православци - Чучковић — Православци |